# ويكيبيديا الجاوية
ويكيبيديا الجاوية (الجاوية:Wikipedia basa Jawa) هي النسخة الجاوية من موسوعة ويكيبيديا. أطلقت في 8 مارس 2004. على الرغم من كتابة شعار ويكيبيديا الجاوية بالأبجدية الجاوية منذ بداية إصدارها، إلا أنه لم يكن من الممكن كتابة المقالات بالأبجدية الجاوية إلا بالنص الروماني حتى عام 2013.

## الإحصائيات
| عدد المستخدمين المسجلين | عدد المستخدمين النشيطين | عدد المقالات | صفحات المحتوى | عدد التعديلات | عدد الملفات المرفوعة | عدد الإداريين |
| ----------------------- | ----------------------- | ------------ | ------------- | ------------- | -------------------- | ------------- |
| 65٬773                  | 89                      | 74٬410       | 184٬798       | 1٬717٬947     | 4٬344                | 5             |

## التقدم
| التاريخ        | عدد المقالات |
| -------------- | ------------ |
| 3 أغسطس 2010   | 30,000       |
| 13 يوليو 2009  | 20,000       |
| 23 فبراير 2009 | 17,000       |
| 2 فبراير 2009  | 16,000       |
| 15 ديسمبر 2008 | 15,000       |
| 3 سبتمبر 2008  | 14,000       |
| 28 مايو 2008   | 13,000       |
| 10 فبراير 2008 | 12,000       |
| 10 نوفمبر 2007 | 11,000       |
| 3 مايو 2007    | 10,000       |
| 23 أبريل 2007  | 9,000        |
| 5 أبريل 2007   | 8,000        |
| 3 أبريل 2007   | 7,000        |
| 3 فبراير 2007  | 6,000        |
| 15 يناير 2007  | 5,000        |
| 25 يوليو 2006  | 2,000        |
| 7 مايو 2005    | 1,000        |
| 30 أبريل 2005  | 500          |
| 29 يوليو 2004  | 200          |
| 9 يوليو 2004   | 100          |
| 8 مارس 2004    | 1            |

## المعرض

شعار ويكيبيديا الجاوية 2007-2012.[5][6]
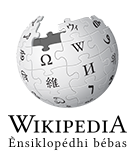
شعار ويكيبيديا الجاوية في 2012-2020.
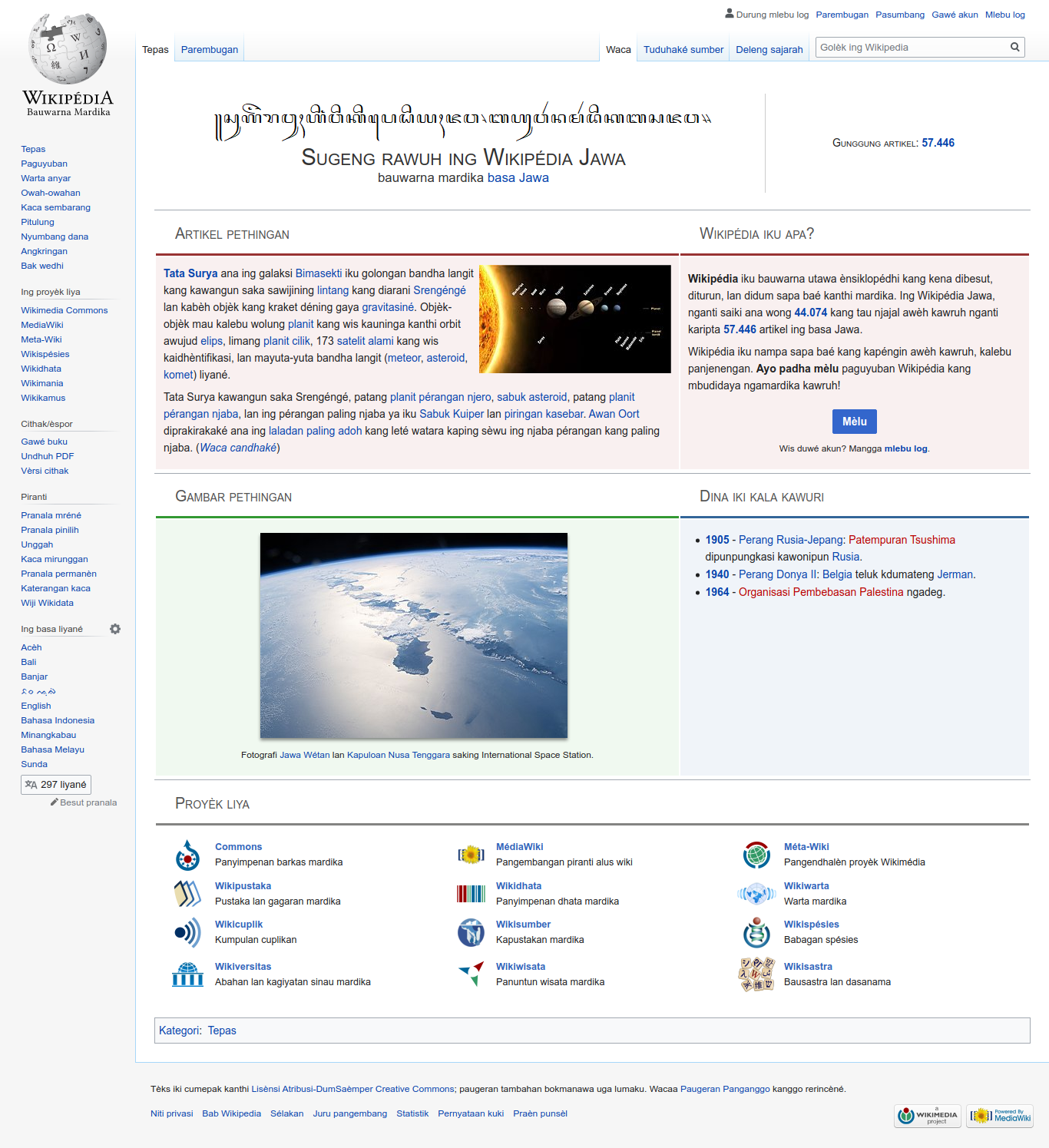
ويكيبيديا الجاوية في 29 مايو 2020